# Communauté de communes du Pays Léonard
La communauté de communes du Pays Léonard (CCPL) est une ancienne communauté de communes française, située dans le département du Finistère, en région Bretagne. Elle a fusionné au 1er janvier 2017 avec la communauté de communes de la Baie du Kernic (CCBK). Haut-Léon Communauté est la nouvelle entité administrative regroupant les 14 communes des anciennes communautés de communes CCPL et CCBK.

## Histoire

Ancien logo de la communauté de communes du Pays Léonard

La CCPL est créée le 20 octobre 1994. La maison des Services et l'espace Création Entreprises (pépinière d'entreprises) sont construits en 2004. Le Service public d’assainissement non collectif (SPANC) est appliqué au 1er janvier 2006. Un gîte de randonnée est bâti en 2006. Elle crée, aménage, entretient et gère des zones d’activités (zones d’aménagement concerté) sur plusieurs communes. Dans un projet de développement durable, a eu lieu la révision de la Charte de Territoire "Pays Léonard 2009/2015". L'intercommunalité participe au financement du pays touristique du Léon et a, en 2012, mutualisé ses moyens avec les communautés de communes de la Baie du Kernic et du Pays de Landivisiau au sein de l'office de tourisme "Roscoff, Côte des Sables, Enclos Paroissiaux". La Communauté investit pour la Recherche-Innovation (7 800 000€), dans des domaines comme la biologie (Station biologique de Roscoff, Campus du Laber), la biotechnologie (Hôtel de recherche à Perharidy), le phytopôle (Végénov, ISFFEL).
Le 1er janvier 2017, l'intercommunalité fusionne avec la communauté de communes de la Baie du Kernic pour former Haut-Léon Communauté.

## Administration

### Siège
Son siège était situé au 29, rue des Carmes à Saint-Pol-de-Léon.

### Composition
Elle regroupait 8 communes situées dans le Nord-Finistère :

| Nom                       | Code Insee | Gentilé                       | Superficie (km2) | Population (dernière pop. légale) | Densité (hab./km2) |
| ------------------------- | ---------- | ----------------------------- | ---------------- | --------------------------------- | ------------------ |
| Saint-Pol-de-Léon (siège) | 29259      | Saint-Politains               | 23,43            | 6 841 (2022)                      | 292                |
| Île-de-Batz               | 29082      | Batziens-Îliens (ou Batziens) | 3,05             | 457 (2022)                        | 150                |
| Mespaul                   | 29148      | Mespaulitains                 | 11,48            | 935 (2022)                        | 81                 |
| Plouénan                  | 29184      | Plouénanais                   | 30,64            | 2 588 (2022)                      | 84                 |
| Plougoulm                 | 29192      | Plougoulmois                  | 18,37            | 1 761 (2022)                      | 96                 |
| Roscoff                   | 29239      | Roscovites                    | 6,19             | 3 318 (2022)                      | 536                |
| Santec                    | 29273      | Santécois                     | 8,06             | 2 435 (2022)                      | 302                |
| Sibiril                   | 29276      | Sibirilois                    | 11,47            | 1 154 (2022)                      | 101                |

Chaque commune possède un délégué. L'ensemble des habitants des communes dépasse les 20 000 personnes sur une superficie de 116 km2.

### Administration
31 conseillers communautaires titulaires
1 Président
- Octobre 1994 - 1997 : Mr Cadiou
- 1997 - 2001 : Mr Moal
- 2001 - Mars 2008 : Adrien Kervella (UMP)
- Mars 2008 - 31 décembre 2016 : Nicolas Floch (sans étiquette)

7 Vice-Présidents

## Démographie
| 1968   | 1975   | 1982   | 1990   | 1999   | 2006   | 2009   | 2010   | 2011   |
| ------ | ------ | ------ | ------ | ------ | ------ | ------ | ------ | ------ |
| 21 302 | 20 706 | 20 254 | 19 972 | 19 264 | 19 868 | 19 862 | 22 163 | 19 590 |

| 2014   | 2015   | 2016   | - | - | - | - | - | - |
| ------ | ------ | ------ | - | - | - | - | - | - |
| 19 216 | 19 170 | 19 205 | - | - | - | - | - | - |

## Compétences
La CCPL est compétente pour l’aménagement du territoire, le développement économique et urbain, les actions sociales, la cohésion sociale et l'emploi, la protection de l’environnement, l'organisation de la collecte et du traitement des déchets, et cela pour l’ensemble de ses communes et de ses habitants. Une autre fonction est la construction, l'aménagement, l'entretien et la gestion d'équipements communautaires (centre aquatique Léonard, Maison de l’Enfance, Maison des Services…).

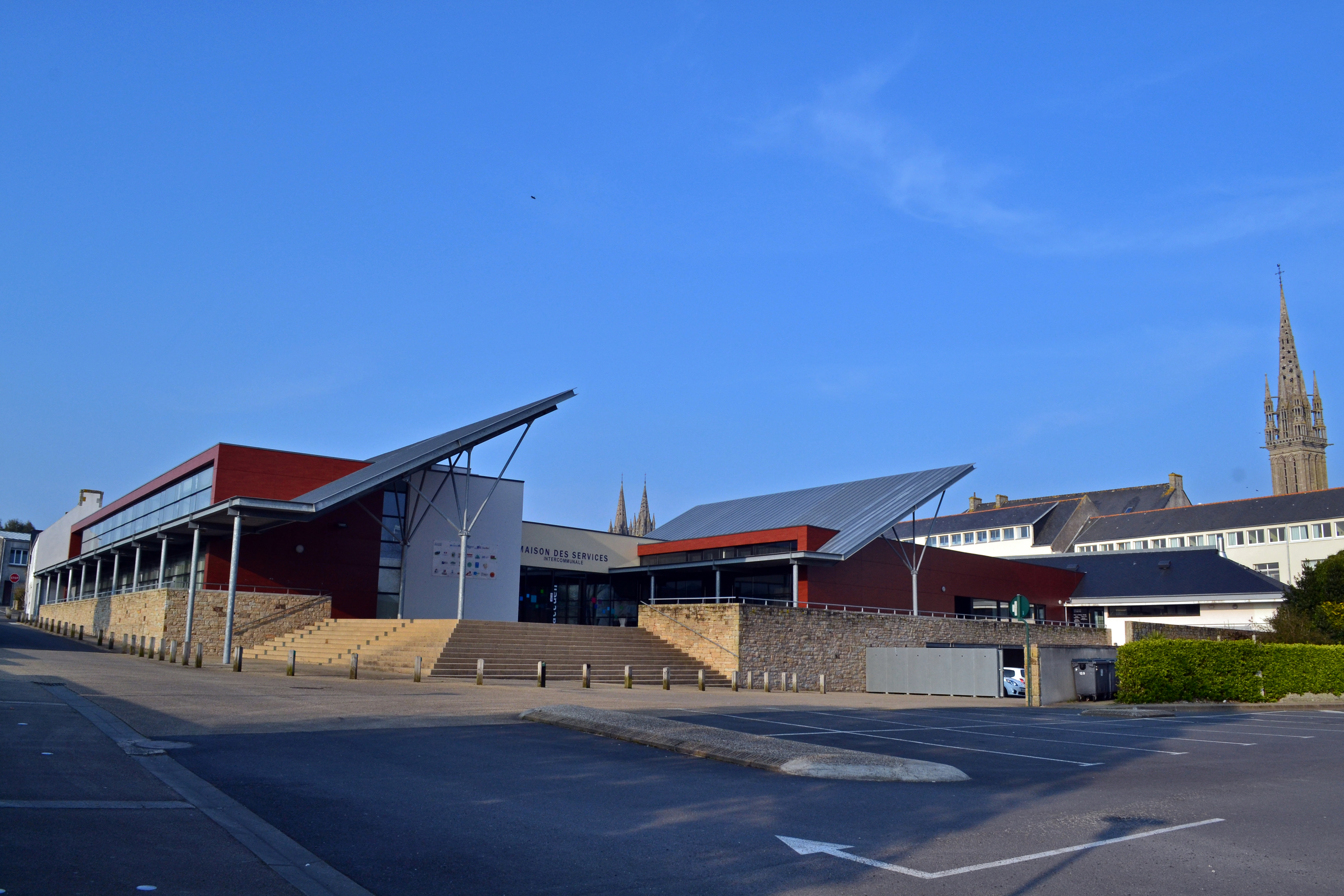
Maison des services
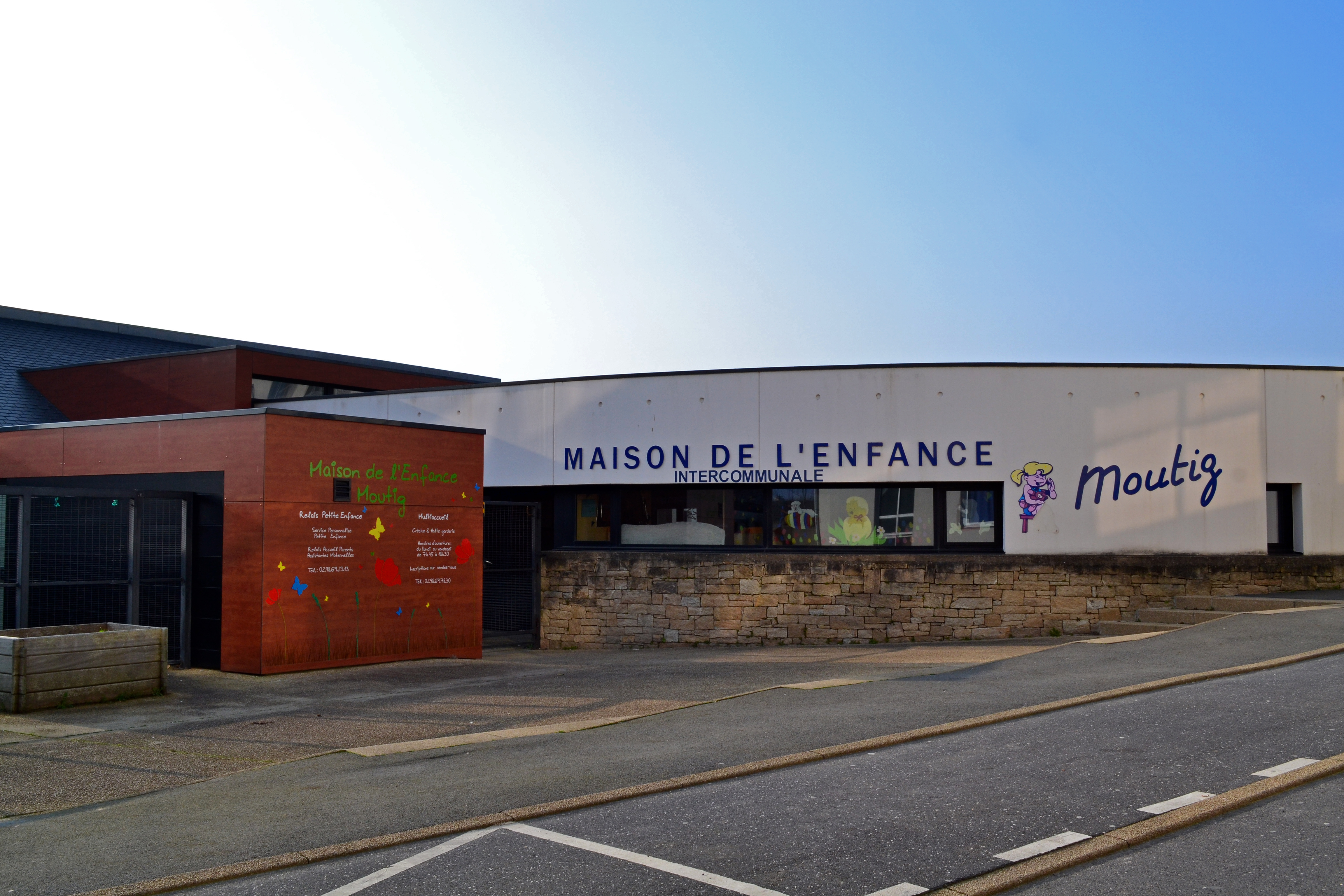
Maison de l'enfance
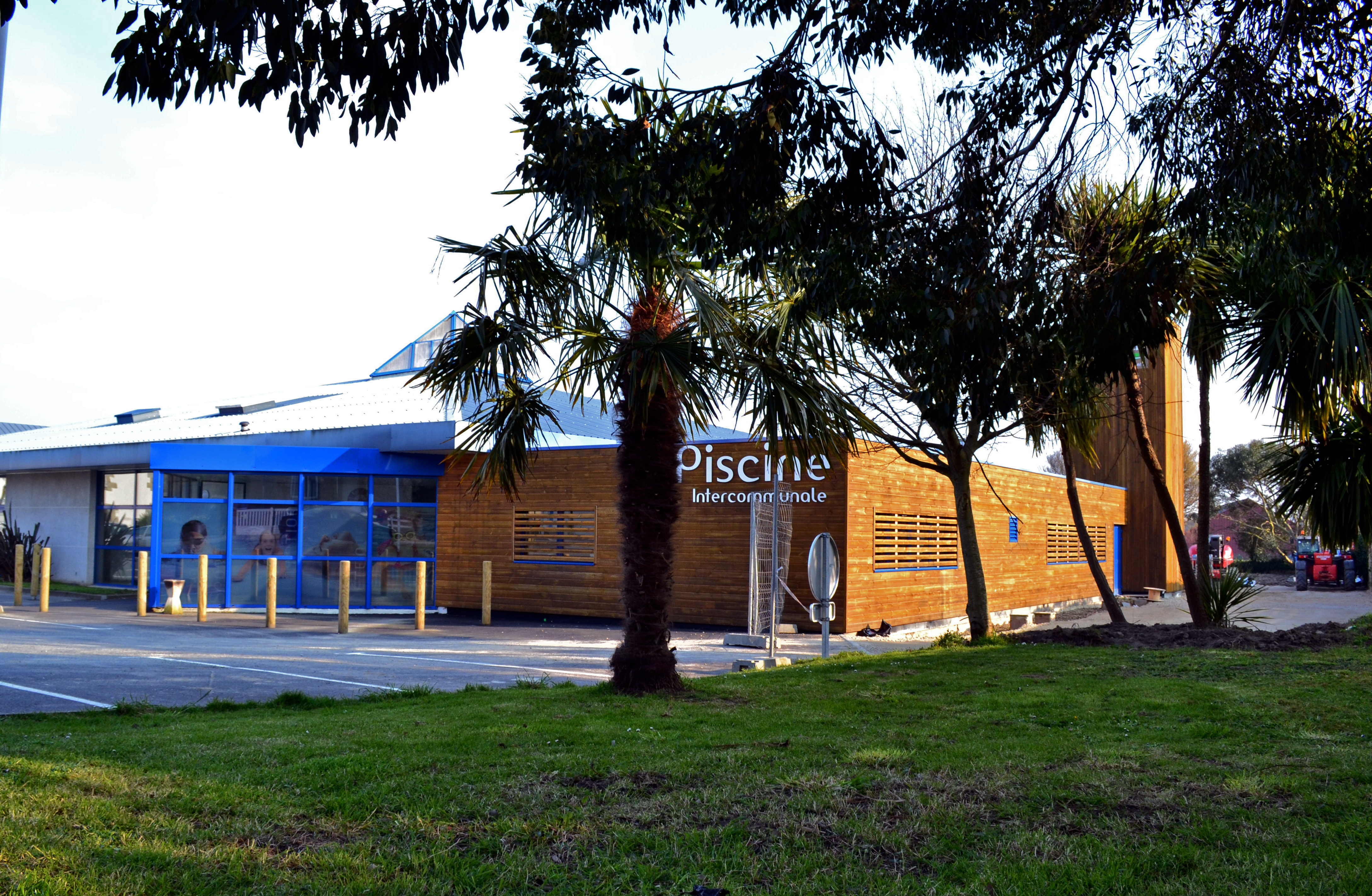
Piscine intercommunale

## Données
: document utilisé comme source pour la rédaction de cet article. CHIFFRES CLÉS CCI Morlaix 2011.

### Économie
- 910 entreprises en activité (dont 563 en production/services et 347 en commerce en 2011)
- 4 878 salariés (hors structures publiques, associations…)
- 734 demandeurs d'emploi (2010)
- Part des foyers soumis à l'impôt sur le revenu : 50 % (2008), 48 % (2009)

### Habitat
- 12 273 logements en 2008
- 8 942 résidences principales, 2 402 secondaires et 929 logements vacants
- 4 882 lits touristiques marchands (2010)